# Кубок північноірландської ліги з футболу 2012—2013
Кубок північноірландської ліги 2012–2013 (англ. Irn-Bru Cup) — 27-й розіграш Кубка північноірландської ліги. У кубку взяли участь клуби Прем'єр-ліги, 1-го і 2-го Чемпіоншипів Футбольної ліги Північної Ірландії. Перемогу вдруге в історії здобув Кліфтонвілль.

## Календар
| Раунд        | Дата             | Матчі | Клуби   |
| ------------ | ---------------- | ----- | ------- |
| Перший раунд | 14 серпня 2012   | 10    | 42 → 32 |
| 1/16 фіналу  | 27 серпня 2012   | 16    | 32 → 16 |
| 1/8 фіналу   | 9 жовтня 2012    | 8     | 16 → 8  |
| 1/4 фіналу   | 5 листопада 2012 | 4     | 8 → 4   |
| 1/2 фіналу   | 11 грудня 2012   | 2     | 4 → 2   |
| Фінал        | 26 січня 2013    | 1     | 2 → 1   |

## Перший раунд
| Команда 1                 | Рахунок         | Команда 2                     |
| ------------------------- | --------------- | ----------------------------- |
| 14 серпня 2012            |                 |                               |
| Бенбрідж Таун (3)         | 2:1             | Квінз Юніверсіті (3)          |
| Портстюарт (3)            | 1:3             | Харленд-енд-Вульф Велдерс (2) |
| ПСНІ (3)                  | 4:3             | Чімні Корнер (3)              |
| Нокбреда (3)              | 1:0             | Ворренпойнт Таун (2)          |
| Спорт-енд-Леже Свіфтс (3) | 3:3 дч пен. 5:4 | Вейкгерст (3)                 |
| Мойола Парк (3)           | 0:1             | Тобермор Юнайтед (2)          |
| Ардс (2)                  | 4:0             | Енней Юнайтед (3)             |
| Лофгол (2)                | 0:4             | Лурган Селтік (3)             |
| Дергв'ю (2)               | 7:1             | Балліклейр Комрадс (3)        |
| Гліб Рейнджерс (3)        | 1:0             | Ларн (2)                      |

## 1/16 фіналу
| Команда 1              | Рахунок         | Команда 2                     |
| ---------------------- | --------------- | ----------------------------- |
| 27 серпня 2012         |                 |                               |
| Крузейдерс             | 3:0             | Гліб Рейнджерс (3)            |
| Лінфілд                | 3:1             | Ардс (2)                      |
| Гленторан              | 3:1             | ПСНІ (3)                      |
| Дергв'ю (2)            | 2:1             | Ньюрі Сіті (2)                |
| Балліміна Юнайтед      | 4:1             | Лурган Селтік (3)             |
| Кліфтонвілль           | 4:1             | Тобермор Юнайтед (2)          |
| Доунгал Селтік         | 1:2             | Харленд-енд-Вульф Велдерс (2) |
| Баллінамаллард Юнайтед | 4:1             | Нокбреда (3)                  |
| Бангор (2)             | 4:2             | Армаг Сіті (3)                |
| Дандела (2)            | 0:3             | Портадаун                     |
| Лімаваді Юнайтед (2)   | 1:3 дч          | Лісберн Дістіллері (2)        |
| Гленавон               | 6:1             | Спорт-енд-Леже Свіфтс (3)     |
| Баллімоні Юнайтед (3)  | 1:4             | Колрейн                       |
| Данганнон Свіфтс       | 2:2 дч пен. 6:7 | Коа Юнайтед (2)               |
| Кіллімун Рейнджерс (3) | 0:5             | Каррік Рейнджерс (2)          |
| Інститут (2)           | 1:0             | Бенбрідж Таун (3)             |

## 1/8 фіналу
| Команда 1              | Рахунок         | Команда 2                     |
| ---------------------- | --------------- | ----------------------------- |
| 9 жовтня 2012          |                 |                               |
| Кліфтонвілль           | 5:0             | Баллінамаллард Юнайтед        |
| Лісберн Дістіллері (2) | 9:0             | Коа Юнайтед (2)               |
| Колрейн                | 0:1 дч          | Лінфілд                       |
| Балліміна Юнайтед      | 3:1             | Харленд-енд-Вульф Велдерс (2) |
| Інститут (2)           | 2:2 дч пен. 2:4 | Гленторан                     |
| Каррік Рейнджерс (2)   | 3:4             | Крузейдерс                    |
| Гленавон               | 2:1             | Дергв'ю (2)                   |
| Бангор (2)             | 0:4             | Портадаун                     |

## 1/4 фіналу
| Команда 1         | Рахунок | Команда 2              |
| ----------------- | ------- | ---------------------- |
| 5 листопада 2012  |         |                        |
| Балліміна Юнайтед | 0:6     | Лінфілд                |
| Кліфтонвілль      | 3:1     | Портадаун              |
| Крузейдерс        | 3:1     | Лісберн Дістіллері (2) |
| Гленавон          | 2:1     | Гленторан              |

## 1/2 фіналу
| Команда 1      | Рахунок | Команда 2  |
| -------------- | ------- | ---------- |
| 11 грудня 2012 |         |            |
| Кліфтонвілль   | 3:0     | Гленавон   |
| Лінфілд        | 0:1     | Крузейдерс |

## Фінал
| 26 січня 2013 19:30 (EEST) |

| Кліфтонвілль                           | 4:0      | Крузейдерс |
| -------------------------------------- | -------- | ---------- |
| О'Керолл 23' Гормлі 25', 72' Катні 74' | Протокол |            |

| Віндзор Парк, Белфаст Глядачів: 4 948 Арбітр: Арнольд Хантер |